# Bulbophyllum analamazoatrae
Bulbophyllum analamazoatrae är en orkidéart som beskrevs av Rudolf Schlechter. Bulbophyllum analamazoatrae ingår i släktet Bulbophyllum och familjen orkidéer. Inga underarter finns listade i Catalogue of Life.